# Ouest-France
Ouest-France (in francese Francia occidentale) è un quotidiano edito a Rennes che si occupa in particolare di notizie locali e nazionali.
Ne escono 47 diverse edizioni che coprono eventi in diversi dipartimenti francesi all'interno delle regioni della Bretagna, della Bassa Normandia e dei Paesi della Loira.
I suoi lettori non sono stati influenzati dal declino della lettura dei giornali in Francia, a differenza della maggior parte degli altri quotidiani.
Con oltre 2 milioni di lettori giornalieri (e una tiratura di oltre 600.000 unità), è di gran lunga il quotidiano francofono più letto al mondo, davanti ai quotidiani nazionali francesi Le Figaro e Le Monde.

## Storia
L'Ouest-France uscì per la prima volta lunedì 7 agosto 1944, subentrando a L'Ouest-Éclair, giornale fondato il 2 agosto 1899 e chiuso alla Liberazione per collaborazionismo. Fu fondato da Paul Hutin-Desgrées e da suo cognato François Desgrées du Loû, con l'appoggio di alcuni leader democristiani come Georges Bidault, Pierre-Henri Teitgen e Francisque Gay.

## Le redazioni
Le quarantuno edizioni di Ouest-France sono distribuite in quattordici dipartimenti delle regioni di Paesi della Loira, Bretagna e Normandia.